# Phylloscopinae
Phylloscopinae su potporodica ptica iz porodice Grmuše (Sylviidae), red vrapčarki.

## Rodovi
Rodovi su:
- Abroscopus (3 vrste)
- Eremomela (10 vrsta)
- Graueria (1 vrsta)
- Phylloscopus (56 vrsta)
- Seicercus (12 vrsta)
- Sylvietta (9 vrsta)
- Tickellia (1 vrsta)

Po najnovijoj sistematici rodovi Phylloscopus i Seicercus čine posebnu porodicu nazvanu Phylloscopidae koja obuhvaća ukupno 68 vrsta ptica.